# Животът на Охару
Животът на Охару (на японски: 西鶴一代女, букв. превод: Любовницата на Сайкаку) е японски исторически филм от 1952 година, режисиран от Кенджи Мидзогучи. Сценарият на Мидзогучи и Йошиката Йода се базира на романа на Ихара Сайкаку „好色一代女“ и описва живота на жена от епохата Едо, която е родена в семейство от висшите класи, но след поредица от перипетии се превръща в проститутка и просякиня. Главната роля се изпълнява от Кинуйо Танака.